# تبلیغ اسلامی

درصد مسلمانان در کشورهای جهان (مرکز تحقیقات پیو، ۲۰۱۴).

تبلیغ اسلامی یا دعوت به معنی فراخوانی مردم به اسلام است. پس از مرگ پیامبر اسلام محمد، از سده هفتم میلادی به بعد، اسلام به سرعت از شبه‌جزیره عربستان به سایر نقاط جهان از راه بازرگانی و اکتشاف یا فتوحات مسلمانان پراکنده شد.